# التهاب غده اشکی
التهاب غده اشکی (انگلیسی: Dacryoadenitis) یا داکریوآدنیت التهاب در غدد اشکی (غدد تولیدکننده اشک) است.

## علائم
- تورم قسمت خارجی پلک بالایی، همراه با قرمزی و حساسیت احتمالی.
- درد در ناحیه تورم.
- پارگی یا ترشح بیش از حد.
- تورم گره‌های لنفاوی جلوی گوش.

### عوارض
التهاب (تورم) ممکن است آنقدر شدید باشد که به چشم فشار وارد کرده و باعث اختلال در بینایی شود.

## علل
داکریوآدنیت حاد معمولاً به‌دلیل عفونت ویروسی یا باکتریایی است. از علل شایع ابتلا به آن می‌توان به اوریون، ویروس اپشتین–بار، استافیلوکوک و نایسریا گونوره‌آ اشاره کرد.
داکریوآدنیت مزمن معمولاً به‌دلیل اختلالات التهابی غیر عفونی است. به‌عنوان مثال می‌توان به سارکوئیدوز، تیروئید چشمی و تومور شبه‌مداری اشاره کرد.

## تشخیص
داکریوآدنیت ار می‌توان با معاینه چشم و پلک تشخیص داد. برای جستجوی علت بیماری ممکن است آزمایش‌های خاصی مانند سی‌تی اسکن لازم باشد. گاهی اوقات، برای اطمینان از عدم وجود تومور (نئوپلاسم) غده اشکی، نیاز به بافت‌برداری است.

## درمان
اگر علت داکریوآدنیت بیماری ویروسی مانند اوریون باشد، ممکن است با استراحت ساده و کمپرس گرم بهبود حاصل شود. برای دلایل دیگر، نیاز به درمان بیماری خاص ایجاد کننده داکریوآدنیت است.